# Œuvre ouverte
Théorisée par Umberto Eco, une œuvre ouverte désigne une œuvre d'art, notamment littéraire, conçue de manière à impliquer le lecteur, l'auditeur ou le spectateur. Elle permet d'avoir une multiplicité d'expériences et une pluralité d'interprétations. L'œuvre ouverte est opposée à l’œuvre classique où l'auteur a tracé un cheminement prédéterminé.
Umberto Eco présente le concept d’œuvre ouverte dans un livre éponyme paru en 1962, en italien, sous le titre "Opera aperta. Forma e indeterminazione nelle poetiche contemporanee", aux éditions Bompinai (Milan), et en français, en 1965.

## L'œuvre ouverte
L'œuvre ouverte d'Umberto Eco est une œuvre désormais classique. Le titre est ainsi devenu un concept utilisé en sémiologie, en narratologie, en esthétique, en critique littéraire et en histoire des arts.
Le livre est considéré comme le texte fondateur de la sémiologie d'Umberto Eco. Il assure assez rapidement la notoriété du chercheur.
Dans cet ouvrage, Umberto Eco étudie la relation entre l'œuvre d'art et le spectateur ou le lecteur. Il y développe la notion d' "œuvre ouverte", qui se distingue d'une "œuvre fermée" ou "œuvre close", en insistant sur la pluralité de significations possibles et sur la participation active du récepteur dans la construction du sens.
"Le point de départ [du livre] est une réflexion esthétique sur la nature même de l'œuvre d'art", tant en littérature qu'en musique ou même en arts plastiques.

## Le concept
L'ouverture d'une œuvre d'art désigne au sens strict la variation possible dans son interprétation et dans sa réception par un public actif (lecteur, spectateur). Il y a donc deux dimensions : l'une appartient à la construction de l’œuvre qui permet la variation, l'autre au rôle actif du public.
Dans un sens plus large, le concept d’œuvre ouverte va jusqu'à englober le rapport à des œuvres plus classiques, dès lors qu'on se place du côté de l'interprétation unique et singulière qu'en fait chaque lecteur, auditeur ou spectateur à partir de sa vision du monde. Dans ce cas, elle se rapproche de la notion itérabilité développée par Jacques Derrida.